# Dany Bananinha
Danielle Soares Ramos (Rio de Janeiro, 15 de agosto de 1976), mais conhecida como Dany Bananinha,  é uma modelo,  assistente de palco e atriz brasileira.

## Biografia
Dany começou sua carreira na TV em uma participação em Malhação. Logo depois, começou a trabalhar com Luciano Huck no programa Caldeirão do Huck, como assistente de palco, função que exerce desde 2000. Ela também fez participações nas novelas Corpo Dourado, O Clone e Da Cor do Pecado e atuou nos longas Didi, O Cupido Trapalhão e Um Show de Verão.
Durante a juventude foi atleta profissional, competidora de atletismo e futebol feminino de campo e de areia, além de Remo, período em que tinha paixão por bananas, que lhe rendeu o apelido, dado pelo amigo André Marques. Atualmente ela chega a comer meia dúzia por dia. Possui duas faculdades, sendo formada em Educação Física e Design de Moda, curso que concluiu em 2010. Já fez tablado e cursos de interpretação, e sonha trabalhar como atriz.
Foi capa da revista Boa Forma e realizou ensaios sensuais para revistas masculinas, sendo duas vezes capa da Playboy, em março de 2001 e março de 2004  e da VIP, em julho de 2008, esteve presente na lista das cem mulheres mais sexy do mundo da VIP nos anos de 2001, 2002, 2003, 2006, 2007 e 2011, além do sétimo lugar em 2004, sua melhor colocação no ranking anual da revista, posou também para o site Paparazzo, em setembro de 2008 e junho de 2010. e foi rainha de bateria da Viradouro, no carnaval de 2011.

### Vida pessoal
Foi criada pela mãe e avó, com pai ausente.[carece de fontes?] Trabalha desde os 13 anos de idade, iniciou como ajudante de professora do maternal.[carece de fontes?]
.
Tem 1,66 m de altura, 53 kg, 88 cm de busto, 69 cm de cintura e 91 cm de quadril. Possui quatro tatuagens: o desenho de uma banana no pulso, um sol tribal, um coração na nuca, e "Eu te amo" escrito em chinês no braço. Em 2008, teve um relacionamento com o ator Rômulo Estrela.
Em 16 de outubro de 2019, Dany anunciou que está grávida, do primeiro filho.

## Carreira

### Televisão
| Ano           | Título                    | Personagem               | Nota                  |
| ------------- | ------------------------- | ------------------------ | --------------------- |
| 1997          | Malhação                  | Teca                     |                       |
| 1998          | Corpo Dourado             | —                        | Participação Especial |
| 2000–2019     | Caldeirão do Huck         | Assistente de palco      |                       |
| 2001          | O Clone                   | Valéria                  |                       |
| 2002          | Zorra Total               |                          |                       |
| 2004          | Da Cor do Pecado          | Tayani                   |                       |
| 2008          | Casseta & Planeta Urgente | Biker (personal trainer) |                       |
| 2011          | Fina Estampa              | Ela mesma                |                       |
| 2011          | O Astro                   | Veruska                  |                       |
| 2021-presente | Domingão com Huck         | Assistente de Palco      |                       |

### Cinema
| Ano  | Título                   | Personagem |
| ---- | ------------------------ | ---------- |
| 2003 | Didi, O Cupido Trapalhão | Natália    |
| 2004 | Um Show de Verão         | Monique    |